# Qui arcano Dei

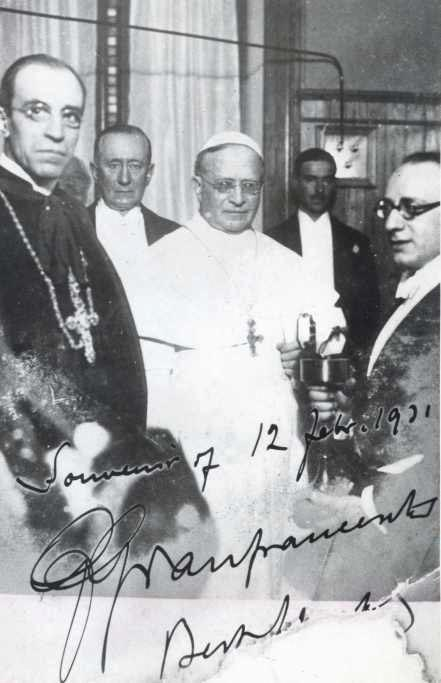
Pío XI durante la inauguración de Radio Vaticano. A la izquierda del pontífice aparecen, en primer plano, el cardenal Secretario de Estado Eugenio Pacelli y, en segundo plano, el ingeniero Guillermo Marconi.

Qui arcano Dei es el nombre que recibe la primera transmisión radial realizada por un papa. La transmisión fue realizada el 12 de febrero de 1931 por el papa Pío XI durante la inauguración de Radio Vaticano.

## Contexto

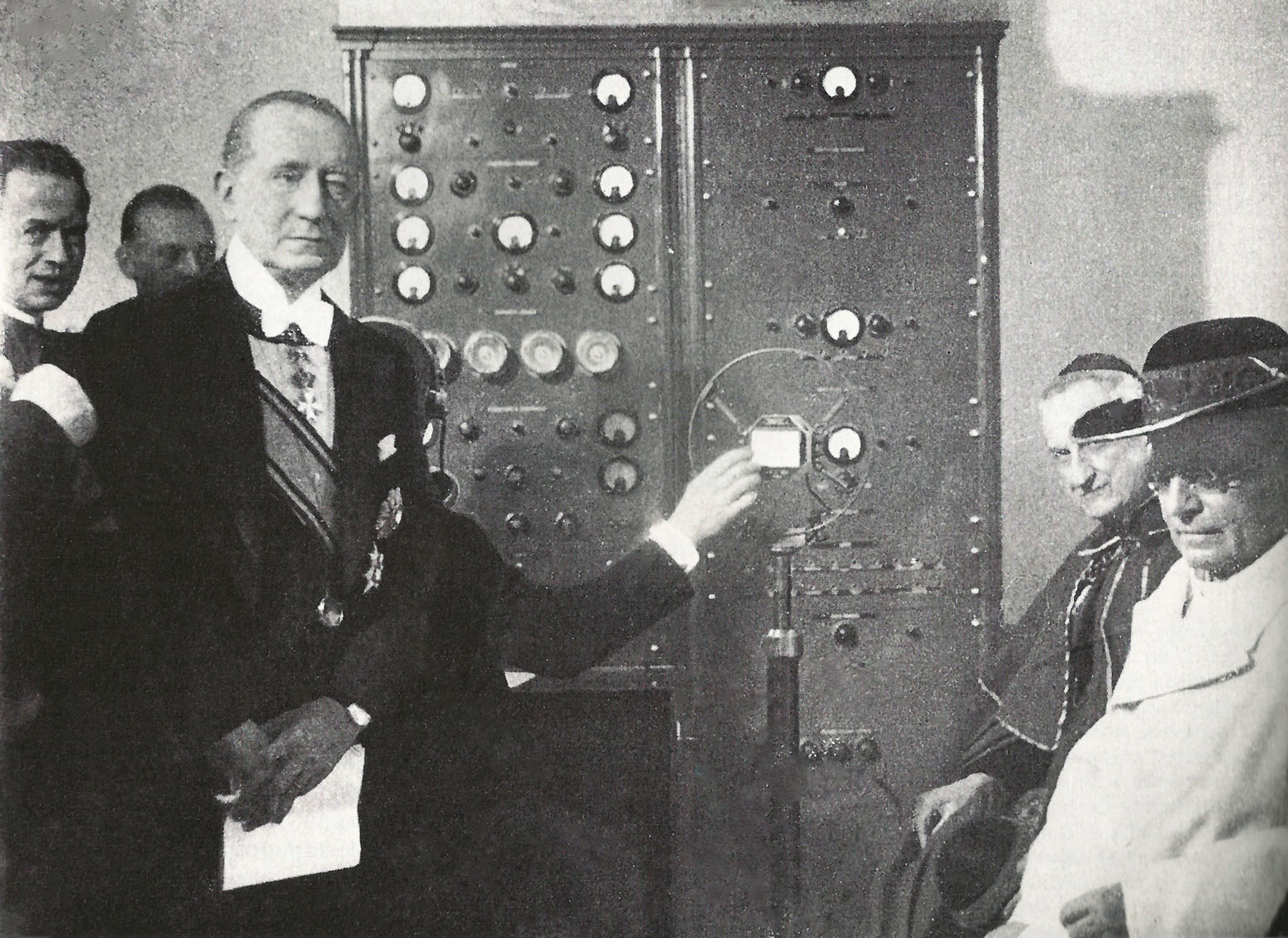
Marconi durante su mensaje de presentación al papa Pío XI para la inauguración de Radio Vaticano.

En 1929 Guillermo Marconi, considerado habitualmente como el inventor de la radio, fue comisionado por Pío XI para construir una estación radial para la Santa Sede. Marconi accedió a realizar el encargo sin coste alguno erigiendo la antena de radio dentro de los Jardines vaticanos. Según María Cristina Marconi, segunda esposa del ingeniero, él "trabajó con gran entusiasmo" ya que el proyecto "era realmente importante para él". El día de la inauguración, Marconi se dirigió ante el público presentando al papa:
Tengo el altísimo honor de anunciar que dentro de unos momentos el Sumo Pontífice Pío XI inaugurará la emisora de radio del Estado de la Ciudad del Vaticano. Las ondas eléctricas de radio transportarán a todo el mundo sus palabras de paz y bendición.
En la inauguración estuvieron presentes Eugenio Pacelli, (futuro Pío XII) y Giuseppe Gianfranceschi, el primer director de Radio Vaticano. La transmisión fue una de las más elaboradas de su tiempo y fue cubierta ampliamente por la prensa mundial. Más de 250 estaciones de radio alrededor del mundo recibieron la transmisión –150 de ellas en Estados Unidos–.

## Contenido

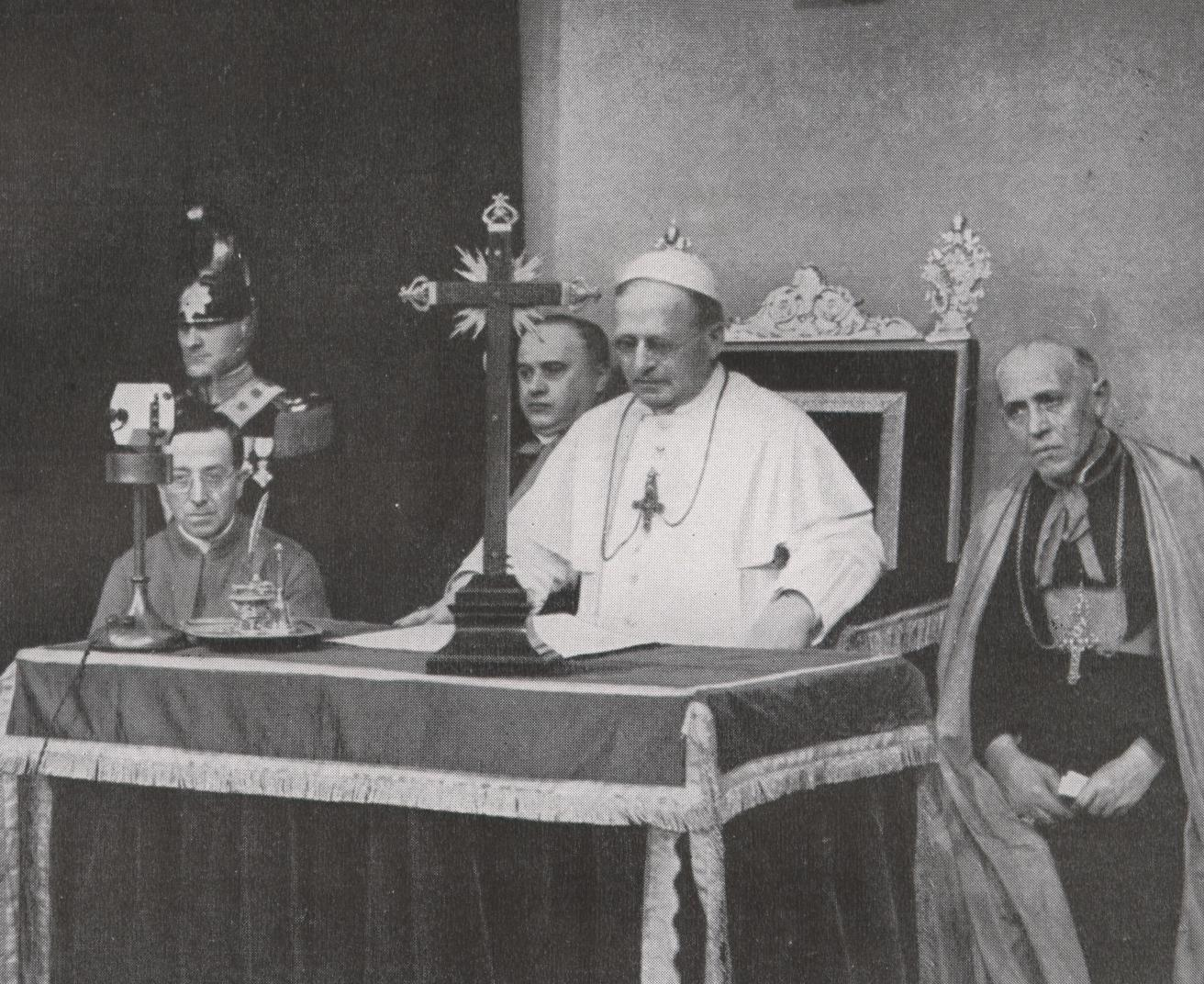
Pío XI pronunciando su mensaje de inauguración de Radio Vaticano.

El mensaje de Pío XI fue dado en latín a las 4:30 pm. El papa agradeció a Marconi por su "admirable invención".
Durante su mensaje, el pontífice citó pasajes de la Biblia para enfatizar el carácter universal del mensaje del Evangelio. También declaró que la radio fue un "poder [dado] a los hombres" para "que sus palabras alcancen verdaderamente los confines de la Tierra". Luego hizo un llamado a los católicos a dirigir "nuestra palabra ante los demás". Expresó que "nuestra palabra llegue a cuando están enfermos, en el dolor, en las tribulaciones y en las adversidades, especialmente a ustedes que sufren tales cosas por parte de los enemigos de Dios y de la sociedad humana".
Al final de la transmisión, Pío XI impartió la bendición Urbi et orbi.